# Lago Besenreep
El lago Besenreep (en alemán: Besenreepsee) es un lago situado en el distrito de Llanura Lacustre Mecklemburguesa, en el estado de Mecklemburgo-Pomerania Occidental (Alemania), a una altitud de 57 metros; tiene un área de 8.4 hectáreas.